# Pollutimonas subterranea
Pollutimonas subterranea es una bacteria gramnegativa del género Pollutimonas. Fue descrita en el año 2023. Su etimología hace referencia a subterránea. Es aerobia y móvil. Tiene un tamaño de 0,7-1,3 μm de ancho por 0,9-2,1 μm de largo. Forma colonias de color cremoso, lisas, lustrosas y con márgenes enteros en agar R2A tras 5 días de incubación. Temperatura de crecimiento entre 10-33 °C, óptima de 28 °C. Catalasa y oxidasa positivas. Tiene un genoma de 4,54 Mpb y un contenido de G+C de 57,9%. Se ha aislado de aguas subterráneas en el lago Karachai, Rusia. 